# Mochrum Fell
Mochrum Fell är en kulle i Storbritannien.   Den ligger i kommunen Dumfries and Galloway och riksdelen Skottland, i den centrala delen av landet, 500 km nordväst om huvudstaden London. Toppen på Mochrum Fell är 186 meter över havet, eller 124 meter över den omgivande terrängen. Bredden vid basen är 4,8 km.
Terrängen runt Mochrum Fell är platt. Havet är nära Mochrum Fell åt sydväst.  Närmaste större samhälle är Newton Stewart, 18,7 km nordost om Mochrum Fell. Trakten runt Mochrum Fell består i huvudsak av gräsmarker.